# Mount Overlord
Mount Overlord är en vulkan i Antarktis. Den ligger i Östantarktis. Nya Zeeland gör anspråk på området. Toppen på Mount Overlord är 3 395 meter över havet.
Mount Overlord är den högsta punkten i trakten.